# Urban Schultz
Urban Schultz (Skultz), var en tysk-svensk snickarmästare och bildhuggare verksam under 1500-talets andra hälft och troligen död på 1590-talet.
Schultz som troligen härstammade från Schlesien tillhörde de utländska konstnärer och konsthantverkare som Gustav Vasa lät inkalla för utsmyckningen av slottet. Sannolikt beror hans uppdykande i Sverige på Jakob Richters värvningsresa i Tyskland 1558. Hans namn omnämns första gången i räkenskaperna för Kalmar slott i början av 1560-talet och man antar att han tillsammans med Marcus Ulfrum utförde de praktfulla intarsiadekorationerna i Kungsmaket som är daterade 1562. Året efter att Kungsmaket var klart skrev Erik XIV från Uppsala att han önskade de skickliga träarbetarna till Uppsala för att utföra inredningsarbeten på Uppsala slott men dessa arbeten kom igång först 1567 med Schultz som arbetsledare. I Uppsala utförde snickarna takpaneler och man vet att Schultz 1576 fick material till intarsiadekorationer från byggmästaren Påvel Schütz. Han kom senare att arbeta på de flesta aktuella slottsbyggena och man vet att han 1574 var verksam på Svartsjö slott för att återvända till Uppsala 1577 samt Västerås slott. Till slottet i Stockholm levererade han 1576 inredningsdetaljer till drottningens kammare.   